# Public Universal Friend
The Public Universal Friend, née Jemima Wilkinson le 29 novembre 1752 à Cumberland (Rhode Island) et mort le 1er juillet 1819 à Jerusalem (New York),, était évangéliste aux États-Unis. 

## Biographie
Wilkinson est née de parents quakers. Après une grave maladie en 1776 (probablement le typhus), l'évangéliste a déclaré que Jemima Wilkinson avait disparu et son corps avait été réanimé en tant que prophète agenre (sans genre/sexe), « Public Universal Friend » (l'Ami Universel Public),,,,. « Friend » ne s'identifiait ni comme homme ni comme femme,, et a évité le nom Jemima et les pronoms genrés,. Dans des vêtements androgynes,,,,, l'évangéliste a prêché dans tout le nord-est des États-Unis, attirant de nombreux disciples qui sont devenus la « Society of Universal Friends » (Société des amis universels) ; cela fait de l'évangéliste la première personne américaine à fonder une communauté religieuse,,,. La Société a fondé la ville de Jerusalem (New York) près de Penn Yan et le Crooked Lake (Lac Keuka). De nombreux historiens l'ont considérée comme une femme (une personne pionnière qui a fondé plusieurs villes dans lesquelles les femmes étaient en capacité d'assumer des rôles qui étaient souvent réservés aux hommes, ou une fraudeuse qui a manipulé des disciples), tandis que d'autres l'ont considéré comme non-binaire,,,.